# Arratzu
Arratzu är en kommun i Spanien. Den ligger i Biscayaprovinsen i den autonoma regionen Baskien i norra delen av landet, 300 km norr om huvudstaden Madrid. Antalet invånare är 414 (2024). Arean är 10,06 kvadratkilometer. Arratzu gränsar till Gernika-Lumo, Ajangiz, Kortezubi, Nabarniz och Elexalde Mendata. 